# BR-250
La BR-250 es una bomba de propósito general española que entró en acción en la guerra de las Malvinas y en la Operación Fuerza Deliberada.

## Desarrollo y diseño
La empresa española Expal desarrolló la bomba BR-250 para satisfacer un requerimiento del Ejército del Aire. El desarrollo se basó en la serie Mark 80 estadounidense.
Es una bomba de baja resistencia, caída libre y propósito general.

## Usuarios
- Argentina
  -  Fuerza Aérea Argentina[1]
- España
  -  Ejército del Aire (España)[3]

## Variantes
- BR-250: Variante convencional con cola fija.
- BRP-250: Variante con paracaídas de frenado para bombardeo a baja altitud.

## Historia operacional
La Fuerza Aérea Argentina utilizó la BR/BRP-250 en la guerra de las Malvinas.